# Horitzó de partícules
L'horitzó de partícules (també anomenat horitzó cosmològic, horitzó comòbil (en el text de Scott Dodelson) o horitzó de llum còsmica) és la distància màxima des de la qual la llum de les partícules podria haver viatjat fins a l'observador en l'edat de l'univers. De la mateixa manera que el concepte d'horitzó terrestre, representa el límit entre les regions observables i no observables de l'univers, de manera que la seva distància a l'època actual defineix la mida de l'univers observable. A causa de l'expansió de l'univers, no es tracta simplement de l'edat de l'univers multiplicada per la velocitat de la llum (aproximadament 13.800 milions d'anys llum), sinó de la velocitat de la llum multiplicada pel temps conformal. L'existència, les propietats i la importància d'un horitzó cosmològic depenen del model cosmològic particular.

## Temps conforme i horitzó de partícules
En termes de distància de comòbil, l'horitzó de partícules és igual al temps conforme {\displaystyle \eta } que ha passat des del Big Bang, multiplicat per la velocitat de la llum {\displaystyle c}. En general, el temps conforme en un moment determinat {\displaystyle t} ve donat per
{\displaystyle \eta =\int _{0}^{t}{\frac {dt'}{a(t')}}}
on {\displaystyle a(t)} és el factor d'escala (adimensional) de la mètrica de Friedmann-Lemaître-Robertson-Walker, i hem pres el Big Bang com a {\displaystyle t=0}. Per convenció, un subíndex 0 indica "avui", de manera que el temps conforme d'avui {\displaystyle \eta (t_{0})=\eta _{0}=1.48\times 10^{18}{\text{ s}}}. Cal tenir en compte que el temps conforme no és l'edat de l'univers tal com s'entén generalment. Aquesta edat es refereix, en canvi, a un temps definit per la forma de Robertson-Walker de la mètrica cosmològica, que es presumeix que es mesura amb un rellotge tradicional i s'estima que és al voltant de {\displaystyle 4.35\times 10^{17}{\text{ s}}}. En contrast {\displaystyle \eta _{0}} és l'edat de l'univers mesurada per un "rellotge de llum" de Marzke-Wheeler.
L'horitzó de partícules retrocedeix constantment a mesura que passa el temps i el temps conformal creix. Per tant, la mida observada de l'univers sempre augmenta. Com que la distància pròpia en un moment donat és simplement la distància comòbil multiplicada pel factor d'escala (amb la distància comòbil normalment definida com a igual a la distància pròpia en el moment actual, de manera que {\displaystyle a(t_{0})=1} actualment), la distància adequada a l'horitzó de partícules en el moment {\displaystyle t} ve donat per
{\displaystyle a(t)H_{p}(t)=a(t)\int _{0}^{t}{\frac {c\,dt'}{a(t')}}}
i per avui {\displaystyle t=t_{0}}
{\displaystyle H_{p}(t_{0})=c\eta _{0}=14.4{\text{ Gpc}}=46.9{\text{ mil milions d'anys}}.}

## Evolució de l'horitzó de partícules
En aquesta secció considerem el model cosmològic FLRW. En aquest context, l'univers es pot aproximar com a compost per constituents que no interactuen, cadascun dels quals és un fluid perfecte amb densitat {\displaystyle \rho _{i}}, pressió parcial {\displaystyle p_{i}} i l'equació d'estat {\displaystyle p_{i}=\omega _{i}\rho _{i}}, de manera que sumen la densitat total {\displaystyle \rho } i pressió total {\displaystyle p} Definim ara les funcions següents:
- Funció de Hubble {\displaystyle H={\frac {\dot {a}}{a}}}
- La densitat crítica {\displaystyle \rho _{c}={\frac {3}{8\pi G}}H^{2}}
- La densitat d'energia adimensional i -èssima {\displaystyle \Omega _{i}={\frac {\rho _{i}}{\rho _{c}}}}
- La densitat d'energia adimensional {\displaystyle \Omega ={\frac {\rho }{\rho _{c}}}=\sum \Omega _{i}}
- El desplaçament cap al vermell {\displaystyle z} donat per la fórmula {\displaystyle 1+z={\frac {a_{0}}{a(t)}}}

Qualsevol funció amb un subíndex zero denota la funció avaluada en el moment present {\displaystyle t_{0}} (o equivalentment {\displaystyle z=0} ). L'últim terme es pot considerar com {\displaystyle 1} incloent-hi l'equació d'estat de curvatura. Es pot demostrar que la funció de Hubble ve donada per
{\displaystyle H(z)=H_{0}{\sqrt {\sum \Omega _{i0}(1+z)^{n_{i}}}}}
on l'exponent de dilució {\displaystyle n_{i}=3(1+\omega _{i})}. Tingueu en compte que l'addició abasta tots els constituents parcials possibles i, en particular, n'hi pot haver infinits numerables. Amb aquesta notació tenim:
{\displaystyle {\text{L'horitzó de partícules }}H_{p}{\text{ existeix si i només si }}N>2}
on {\displaystyle N} és el més gran {\displaystyle n_{i}} (possiblement infinit). L'evolució de l'horitzó de partícules per a un univers en expansió ({\displaystyle {\dot {a}}>0}) és:
{\displaystyle {\frac {dH_{p}}{dt}}=H_{p}(z)H(z)+c}
on {\displaystyle c} és la velocitat de la llum i es pot considerar que és {\displaystyle 1} (unitats naturals). Tingueu en compte que la derivada es fa respecte al temps FLRW {\displaystyle t}, mentre que les funcions s'avaluen al desplaçament cap al vermell {\displaystyle z} que estan relacionats com s'ha dit abans. Tenim un resultat anàleg però lleugerament diferent per a l'horitzó d'esdeveniments.

## Problema de l'horitzó
El concepte d'horitzó de partícules es pot utilitzar per il·lustrar el famós problema de l'horitzó, que és un problema no resolt associat amb el model del Big Bang. Extrapolant fins al moment de la recombinació, quan es va emetre el fons còsmic de microones (CMB), obtenim un horitzó de partícules d'aproximadament
que correspon a una mida adequada en aquell moment de:
Com que observem que el CMB s'emet essencialment des del nostre horitzó de partícules ({\displaystyle 284{\text{ Mpc}}\ll 14.4{\text{ Gpc}}}), la nostra expectativa és que les parts del fons còsmic de microones (CMB) que estan separades per aproximadament una fracció d'un cercle màxim a través del cel de
(una mida angular de {\displaystyle \theta \sim 1.7^{\circ }}) haurien d'estar fora de contacte causal entre si. Que tot el CMB estigui en equilibri tèrmic i s'aproximi tan bé a un cos negre no s'explica, per tant, amb les explicacions estàndard sobre com procedeix l'expansió de l'univers. La solució més popular a aquest problema és la inflació còsmica.